# Hühnermarkt
Der Hühnermarkt ist ein Platz in der Altstadt von Frankfurt am Main am Markt zwischen Kaiserdom und Römerberg. Der Hühnermarkt wurde durch die Luftangriffe auf Frankfurt am Main im Zweiten Weltkrieg und den Abriss der letzten stehengebliebenen, ausgebrannten Gebäude in der direkten Nachkriegszeit zerstört. Zwischen 1974 und 2012 war der Platz mit dem Technischen Rathaus vollständig überbaut. Im Rahmen des Dom-Römer-Projekts entstand der Hühnermarkt nach dem Abriss des Technischen Rathauses mit seinem historischen Grundriss und Rekonstruktionen von bedeutsamen Altstadthäusern von 2014 bis 2018 neu.

## Lage
Der Hühnermarkt öffnet sich nach Süden zum Alten Markt, der als eine der Hauptverkehrsadern der Frankfurter Altstadt vom Kaiserdom aus zum Römer führt. Er wird heute auch als Krönungsweg bezeichnet, den die römisch-Deutschen Kaiser nach ihrer Krönung im Dom durchschritten. Nördlich schließt sich an den Hühnermarkt die Neugasse an und westlich von der Nordseite des Platzes die Gasse Hinter dem Lämmchen. Alle Häuser am Hühnermarkt tragen die Adresse Markt, bis auf das nordwestliche Eckhaus, das schon zur Gasse Hinter dem Lämmchen gehört.

## Ehemalige Bebauung

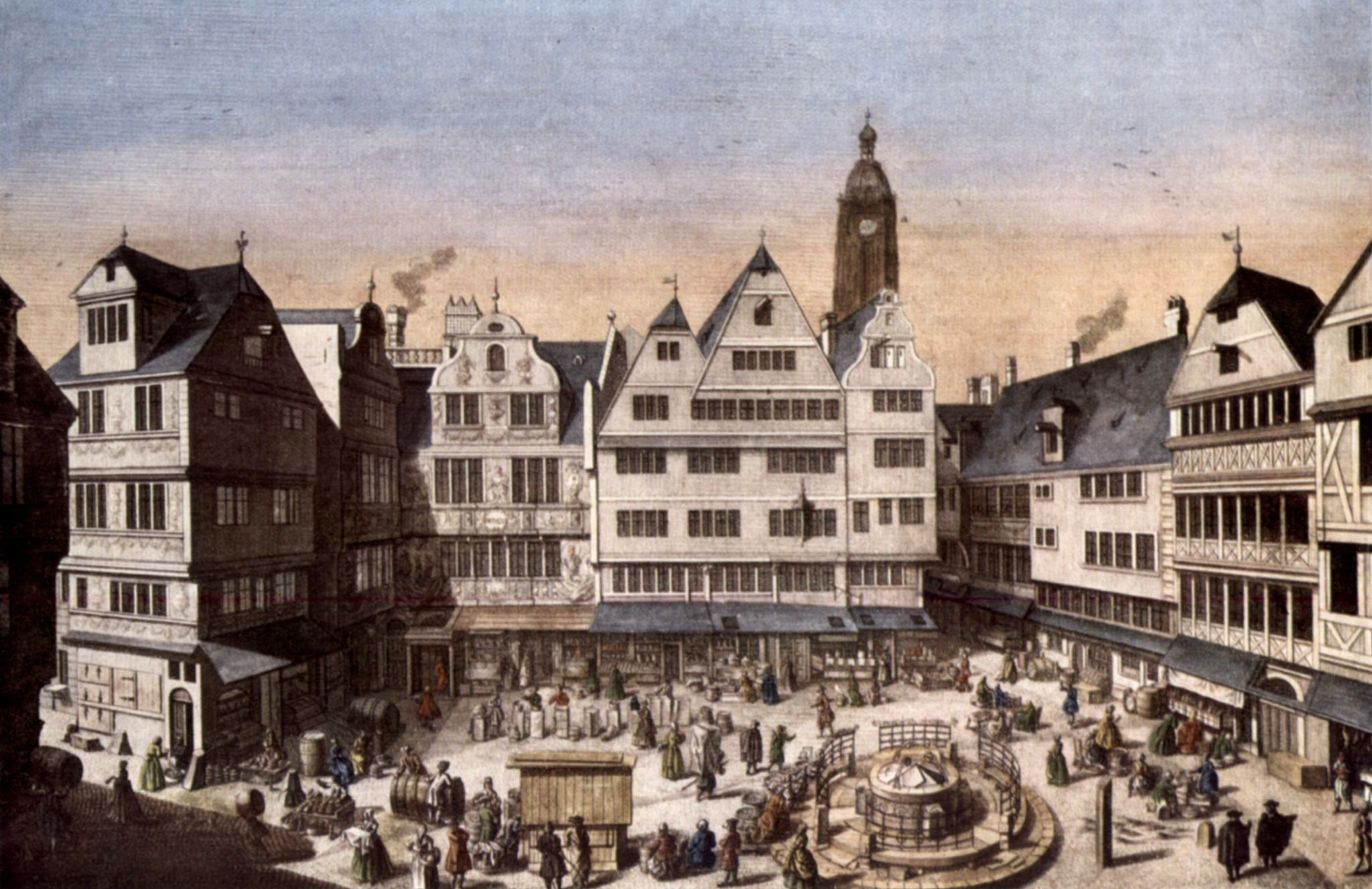
Ansicht des Hühnermarkts 1738 von Westen

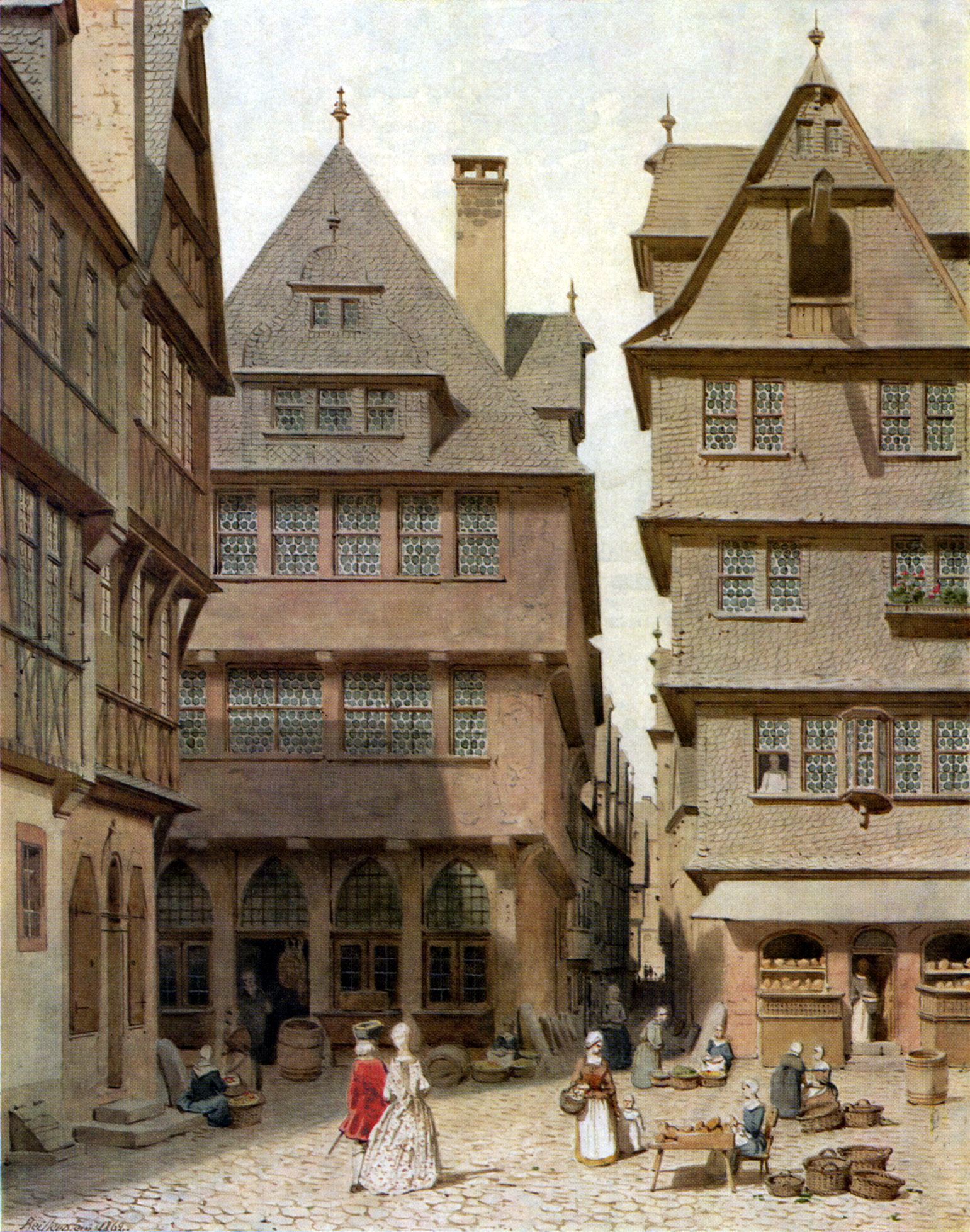
Haus zum Esslinger, Aquarell von Carl Theodor Reiffenstein, 1869

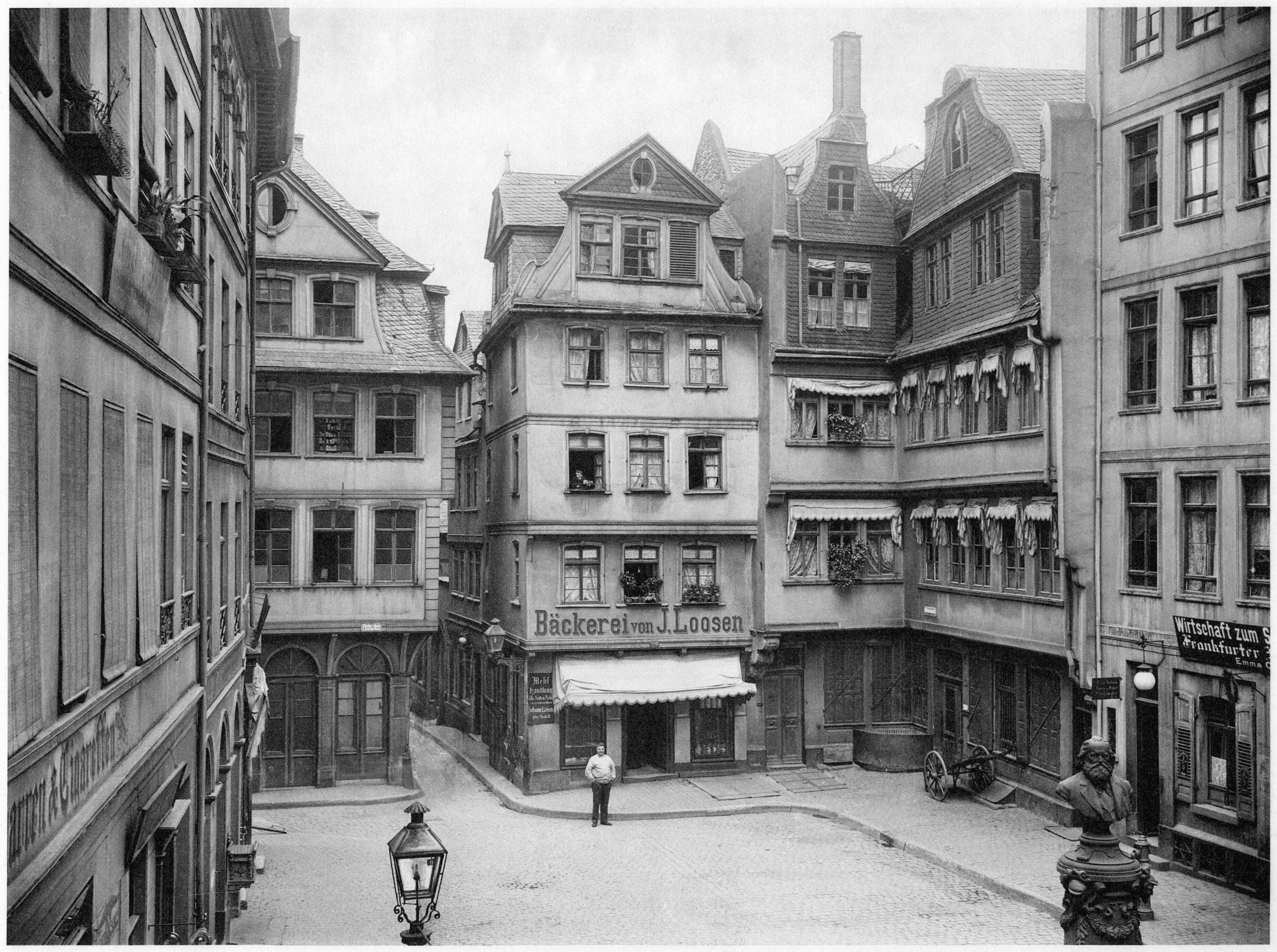
Ansicht des Hühnermarkts 1903 von Südwesten

Auf dem Platz stand seit dem 14. Jahrhundert der Freydhofbrunnen, ursprünglich ein großer Ziehbrunnen. Am 4. Februar 1696 tötete eine Magd ihr neugeborenes Kind und warf die Leiche in den Brunnen.  Am 12. April 1696 wurde sie für den Mord mit dem Richtschwert hingerichtet. 1759 wurde der Ziehbrunnen durch einen effektiveren  Pumpenbrunnen mit zwei Schwengeln ersetzt. Auf der Sandsteinsäule des Brunnens stand eine steinerne Freiheitsgöttin des Bildhauers Johann Michael Datzerath. 1892 versetzte man den inzwischen Freiheitsbrunnen genannten Brunnen an den Weckmarkt und ersetzte ihn durch den 1895 eingeweihten Stoltze-Brunnen. Nach der Zerstörung des Hühnermarktes befand sich der Brunnen 1981 bis 2016 auf dem Stoltzeplatz hinter der Katharinenkirche.
Die Platzrandbebauung umfasste eine Reihe namhafter Bürgerhäuser, die teilweise von größerer Bedeutung für die Stadtgeschichte waren. Nachfolgend werden die einzelnen Gebäude des Platzes gegen den Uhrzeigersinn, beginnend mit dem östlichsten Haus am Markt beschrieben.
Bei dem östlichen Haus Neues Paradies / Mayreis (Markt 14) handelte es sich um einen den Vorgängerbau ersetzenden fünfgeschossigen klassizistischen Steinbau, der etwa 1800 errichtet wurde.
Das kleine Seligeneck (Markt 16) war ein vergleichsweise junger Bau. Der zuvor vorhandene klassizistische Bau wurde Mitte der 1930er Jahre durch ein neues Gebäude im Heimatstil ersetzt, welches einen dreigeschossigen mit Sgraffiti gezierten Erker aufwies.
Das um 1405 entstandene und in letzter Form im 17. Jahrhundert errichtete dreigeschossige Haus Schildknecht / Spiegel (Markt 18) bildete das nordöstliche Eckgebäude des Hühnermarktes und hatte mit fast zwei Metern den größten Überhang aller Frankfurter Fachwerkhäuser. Es war das Gebäude der Schuhmacherzunft und wies neben reicher Bemalung alle typischen Elemente der Renaissance auf.
Das Haus zur Flechte / Alt Friesenstein / Klein Friesenstein (Markt 20 / Neugasse 2) zeichnete sich durch die Ablesbarkeit seiner langen Baugeschichte aus.
Von besonderer Bedeutung als einer der Frankfurter Goetheorte war der junge Esslinger (Hinter dem Lämmchen 2), denn das im 16. Jahrhundert errichtete Haus mit verputztem Fachwerk wurde von Goethes Tante Johanna Melber bewohnt. Goethe setzte ihr in Aus meinem Leben. Dichtung und Wahrheit ein literarisches Denkmal.
Das Haus Goldene Schere (Markt 22 / Hinter dem Lämmchen 1), der letzte Zustand in klassizistischen Formen mit verputztem Fachwerk, entstand im 18. Jahrhundert. Es vereinte zwei kleinere Häuser der sich anschließenden Gasse hinter dem Lämmchen. Es stellt einen äußerst interessanten Mischbau dar, da entgegen zur Gestaltung zum Hühnermarkt hin, der charakteristische Geschossversatz der Stockwerke zur Gasse hin erhalten blieb.
Das klassizistische Haus Eichhorn (Markt 24) entstand auf sehr kleiner Parzelle.
Bei dem Haus zum Schlegel (Markt 26) handelte es sich um einen 1830 errichteten viergeschossigen klassizistischen Bau.

## Nachkriegsbebauung

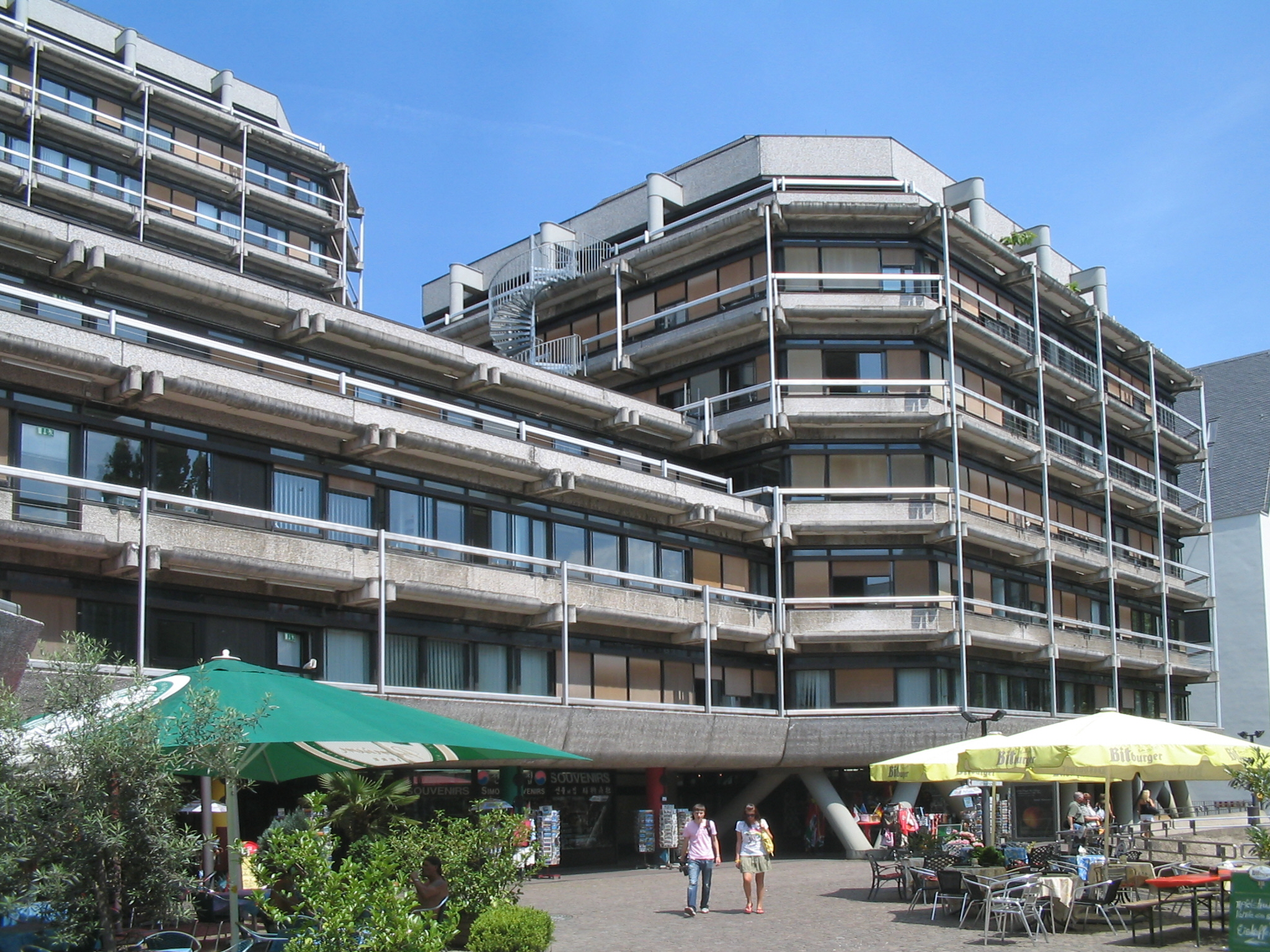
Technisches Rathaus (2008) von Süden: Der dreigeschossige Gebäudeteil überbaute den Hühnermarkt von 1974 bis 2012

Nach der Zerstörung im Krieg und der Beseitigung der Trümmer bis 1950 blieb das Areal trotz eines 1963 durchgeführten Wettbewerbs zur Neugestaltung des Dom-Römer-Areals lange Zeit eine Trümmerbrache. Erst Anfang der 1970er Jahre, mit dem Bau der U-Bahn-Station Dom/Römer, wurde hier das Technische Rathaus errichtet, ein Betonbau des Brutalismus. Weite Teile der Stadtbevölkerung standen diesem Bau von Anfang an ablehnend bis entschieden feindlich gegenüber. 1994 verkaufte die Stadt das Technische Rathaus im Rahmen eines Rückmietverkaufsverfahrens für 12 Jahre. 2006 entschied die Stadtverordnetenversammlung aufgrund der geringen stadträumlichen Qualität, des kaum vorhandenen Bezugs zur historischen Altstadt und größerer baulicher Mängel, das Gebäude mit Ablauf der Mietperiode zurückzukaufen und abzureißen. An seiner Stelle sollte im Rahmen des Dom-Römer-Projektes eine historisierende, kleinteilige Bebauung mit einer möglichst genauen Wiederherstellung des historischen Straßennetzes entstehen.  Nach dem Abriss des Technischen Rathauses von 2010 bis 2012 wurde im Januar 2012 der Grundstein für den Wiederaufbau gelegt.

## Rekonstruktion des Hühnermarktes
Im Rahmen des Dom-Römer-Projektes wurden acht von elf Häusern am Hühnermarkt rekonstruiert: An der Südseite liegen von Ost nach West die Gebäude Markt 13 Grüne Linde, der Nachbau eines barocken Gasthofgebäudes mit Hinterhaus, Markt 15 Rotes Haus, und Markt 17 Neues Rotes Haus.
An der Westseite entstanden von Nord nach Süd die klassizistischen Häuser Markt 22 Goldene Schere, ein viergeschossiger Bau mit einer achteckigen Dachlaterne, Markt 24 Eichhorn, ein traufständiges Haus, und Markt 26 Schlegel, ein dreigeschossiges Eckhaus.
Die Nordseite besteht aus den rekonstruierten Häusern Markt 20 Zur Flechte, ein gotisches Fachwerkhaus mit barockem Zwerchhaus, östlich der Neugasse, und westlich davon das Haus zum Esslinger (Hinter dem Lämmchen 2).
Lediglich die Häuser der Ostseite sind Neubauten. Markt 14 (Neues Paradies) wurde entworfen von Johannes Götz und Guido Lohmann, Köln, Markt 16 (Kleines Seligeneck) von Van den Valentyn–Architektur, Köln, und das nordöstliche Eckhaus Markt 18 (Haus Schildknecht) von dreibund architekten, ballerstedt, helms, koblank, Bochum.
Am 20. September 2013 beschloss der Frankfurter Magistrat, den Stoltze-Brunnen wieder auf dem neu errichteten Hühnermarkt aufzustellen; dies geschah im September 2017. Er stand von 1981 bis 2016 auf dem Friedrich-Stoltze-Platz hinter der Katharinenkirche.

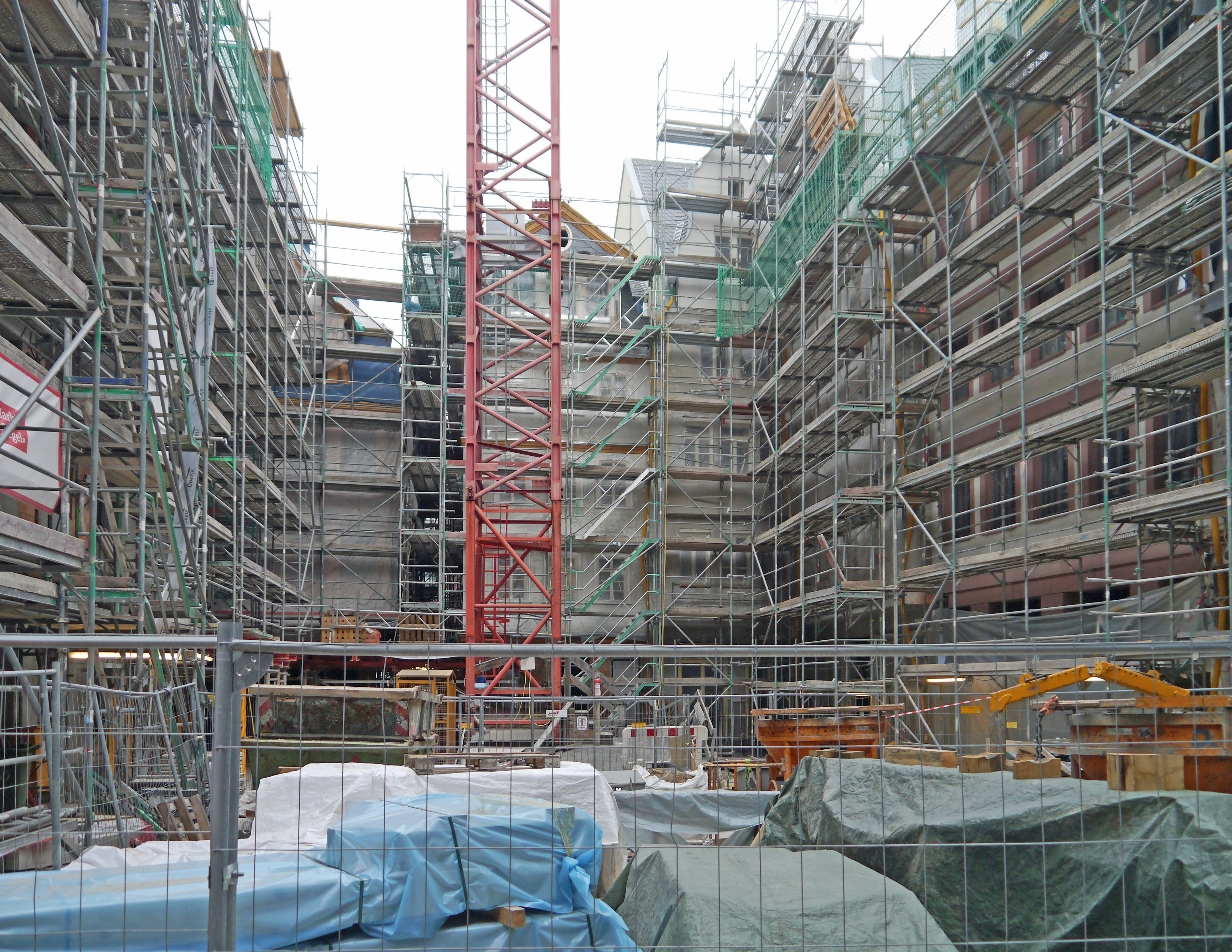
Hühnermarkt (Stand: Oktober 2016)
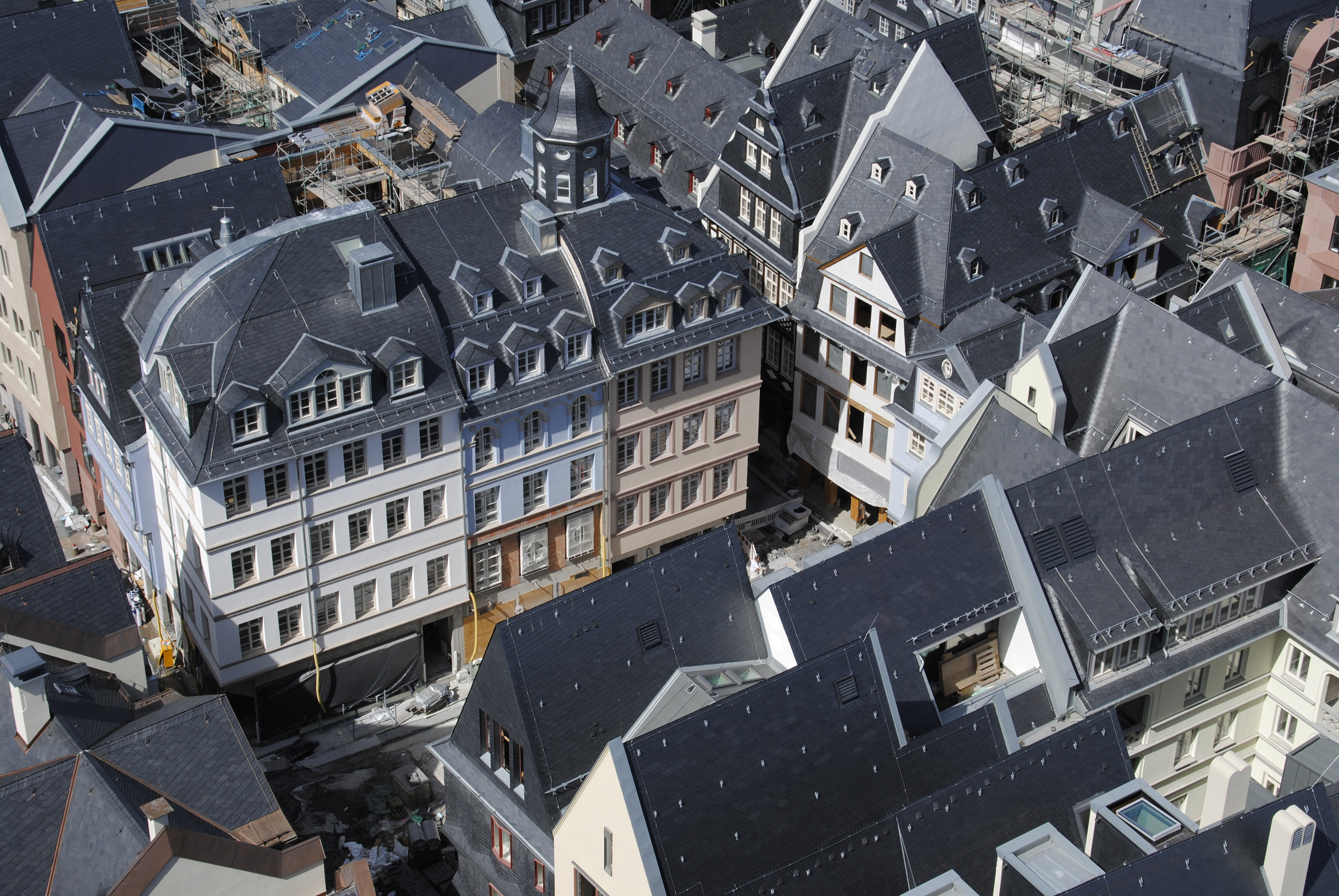
Blick vom Domturm auf den Hühnermarkt (Stand: August 2017)
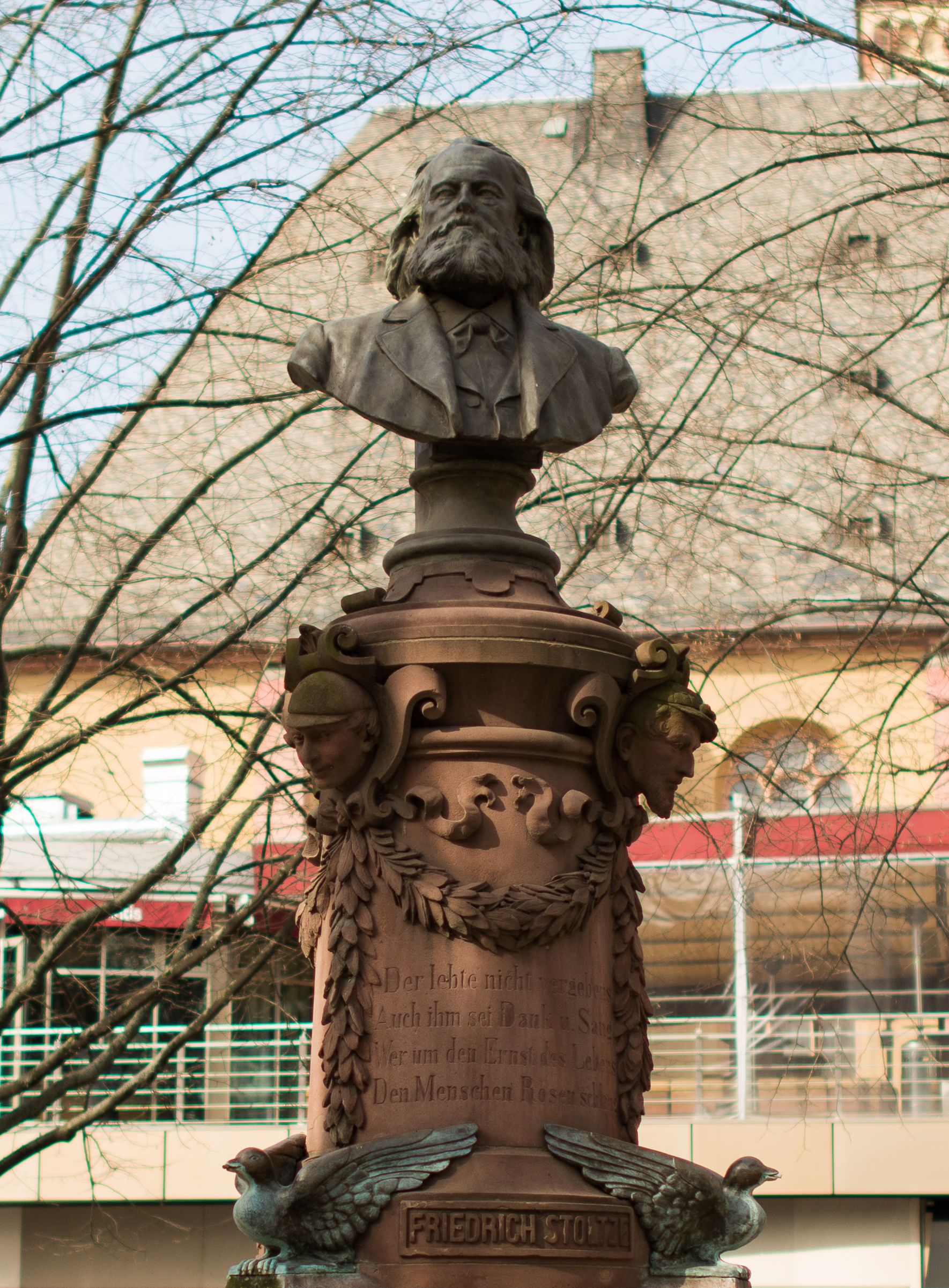
Das Stoltze-Denkmal hatte von 1981 bis 2016 seinen Platz hinter der Katharinenkirche
Nord- und Westseite des rekonstruierten Hühnermarktes in Gesamtansicht.